# Aiguaviva (kommunhuvudort)
Aiguaviva är en kommunhuvudort i Spanien.   Den ligger i provinsen Província de Girona och regionen Katalonien, i den östra delen av landet, 600 km öster om huvudstaden Madrid. Aiguaviva ligger 158 meter över havet och antalet invånare är 608.
Terrängen runt Aiguaviva är platt söderut, men norrut är den kuperad.Runt Aiguaviva är det ganska tätbefolkat, med 120 invånare per kvadratkilometer. Närmaste större samhälle är Girona, 7,2 km nordost om Aiguaviva. Trakten runt Aiguaviva består till största delen av jordbruksmark.